# Dicliptera papuana
Dicliptera papuana là một loài thực vật có hoa trong họ Ô rô. Loài này được Warb. mô tả khoa học đầu tiên năm 1894.